# پاناسونیک لومیکس دی‌ام‌سی-اف‌زد۱۵۰
پاناسونیک لومیکس دی‌ام‌سی-اف‌زد۱۵۰ (به انگلیسی: Panasonic Lumix DMC-FZ150) یک دوربین عکاسی ساخت شرکت پاناسونیک است.